# Michael Dummett

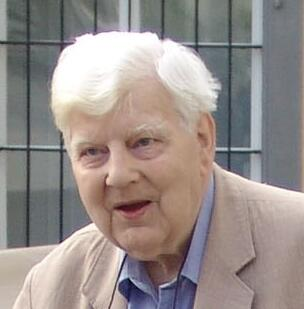
Michael Dummett w roku 2004

Sir Michael Anthony Eardley Dummett (ur. 27 czerwca 1925 w Londynie, zm. 27 grudnia 2011 w Oksfordzie) – angielski filozof i logik, profesor Uniwersytetu Oksfordzkiego, laureat Nagrody Schocka (1995). Zajmował się epistemologią, filozofią języka i matematyki.

## Twórczość
Jego eseje zebrane w Truth and other Enigmas (1978) i The Seas of Language (1993) bronią intuicjonistycznej filozofii matematyki i podkreślają językowe fundamenty epistemologii. Dummett jest także głównym angielskim interpretatorem Fregego w takich pracach jak: Philosophy of language (1973), The Interpretation of Frege’s Philosophy. Analizował też późne prace Wittgensteina.
W The Logical Basis of Metaphisics (1978) (wyd. polskie Logiczna podstawa metafizyki) Dummett przybliża pojęcie antyrealizmu i dowodzi słuszności jego umiarkowanej wersji przy pomocy rozbudowanej teorii lingwistyczno-filozoficznej.

## Przekłady polskie
- Logiczna podstawa metafizyki (przeł. Wojciech Sady, WN PWN 1998, 2012);
- Natura i przyszłość filozofii (przeł. Marcin Iwanicki i Tadeusz Szubka, Wydawnictwo IFiS PAN 2010);
- Sens katolickiej nauki o Eucharystii (przeł. Stanisław Ruczaj, „Pressje” 32-33, s. 127–148)[5].